# شورش کانادای علیا
شورش کانادای علیا (انگلیسی: Upper Canada Rebellion) یک شورش علیه دولت الیگارشی مستعمره بریتانیا در کانادای علیا (انتاریو کنونی) در دسامبر ۱۸۳۷ بود. در حالی که نارضایتی‌های عمومی برای سال‌ها وجود داشت، شورش در کانادای سفلا (استان کبک)، که از ماه قبل شروع شده بود شورشیان در کانادای علیا را به شورش تشویق کرد.